# Myriem Roussel
Myriem Roussel (* 26. Dezember 1961 in Rabat) ist eine französische Schauspielerin.

## Leben
Roussel kam 1961 als Tochter einer Lehrerin zur Welt und wuchs in verschiedenen Ländern auf. Ihre ein Jahr ältere Schwester Anne Roussel (* 1960) ist ebenfalls Schauspielerin.
Roussel ließ sich in Paris nieder und nahm von 1979 bis 1982 Tanzunterricht. Im Altern von 19 Jahren traf sie Jean-Luc Godard, der eine Statistin für eine Tanzrolle suchte. Am Film interessiert, nahm Roussel drei Jahre lang bis 1982 Schauspielunterricht. Godard besetzte sie nach einer kleinen Rolle in Passion und einer Nebenrolle in Vorname Carmen schließlich 1984 im Skandalfilm Maria und Joseph in der Hauptrolle der Maria. In Deutschland wurde Roussel in der Rolle der Marie in Robert van Ackerens Die Venusfalle bekannt. Häufig übernahm Roussel Rollen in Autorenfilmen, bevor sie sich zunehmend dem Fernsehen widmete. In der Fernsehserie La vie devant nous war sie in 13 Folgen als Mutter der Hauptfigur Barthélémy Berger zu sehen.

## Filmografie (Auswahl)
- 1982: Passion
- 1983: Vorname Carmen (Prénom Carmen)
- 1984: Maria und Joseph (Je vous salue, Marie)
- 1985: Tristesse et beauté
- 1986: Das Blau der Hölle (Bleu comme l’enfer)
- 1987: Devils of Monza (La monaca di Monza)
- 1988: Die Venusfalle
- 1990: Tote leben nicht allein
- 1993: L’œil qui ment
- 1994: Jules (TV)
- 1994: Staatsauftrag: Mord (Les patriotes)
- 1994: 75 cl Schicksal (75 centilitres de prière) (Kurzfilm)
- 1995: Hippolytes Fest (Au petit marguery)
- 1996: Jeunes gens
- 1997: Maître Da Costa (TV-Serie, zwei Folgen)
- 1997: Le grand batre (TV-Mehrteiler)
- 2000: La Crim’ (TV-Serie, eine Folge)
- 2001: Ombilical (Kurzfilm)
- 2002: Avocats & associés (TV-Serie, eine Folge)
- 2002: La vie devant nous (TV-Serie, 13 Folgen)
- 2008: Diane, femme flic (TV-Serie, eine Folge)